# José María Galante
José María Galante   (Madrid, 27 d'abril de 1948 - Madrid, 28 de març de 2020), conegut com a Chato Galante, va ser un activista polític i lluitador antifranquista espanyol.
Va estudiar ciències polítiques i econòmiques i telecomunicacions a la Universitat Complutense de Madrid. Va polititzar-se militant al Sindicat Democràtic d'Estudiants i especialment arran de l'assassinat d'Enrique Ruano Casanova, mentre es trobava en custòdia policial.
També va ser membre de la Lliga Comunista Revolucionària i entre els 21 i 28 anys va ser detingut en diverses ocasions i, torturat i empresonat durant quatre anys, per participar en protestes estudiantils. Va ser amnistiat per la Llei d'Amnistia espanyola de 1977.
Després de la mort de Franco va militar al Moviment Comunista d'Eugenio del Río i en organitzacions ecologistes i pacifistes com AEDENAT o Ecologistes en Acció i posteriorment en l'organització d'expresos polítics La Comuna, Presxs del franquismo.
El 2018 va querellar-se contra el policia Antonio González Pacheco, conegut com a Billy el Niño, que el va torturar durant el franquisme, per delicte de lesa humanitat. El seu testimoni es relata en el documental El silencio de los otros, d'Almudena Carracedo i Robert Bahar.
Va morir el 28 de març de 2020 a la seva ciutat natal a causa de la pandèmia per Covid-19.